# Кадури (семья)

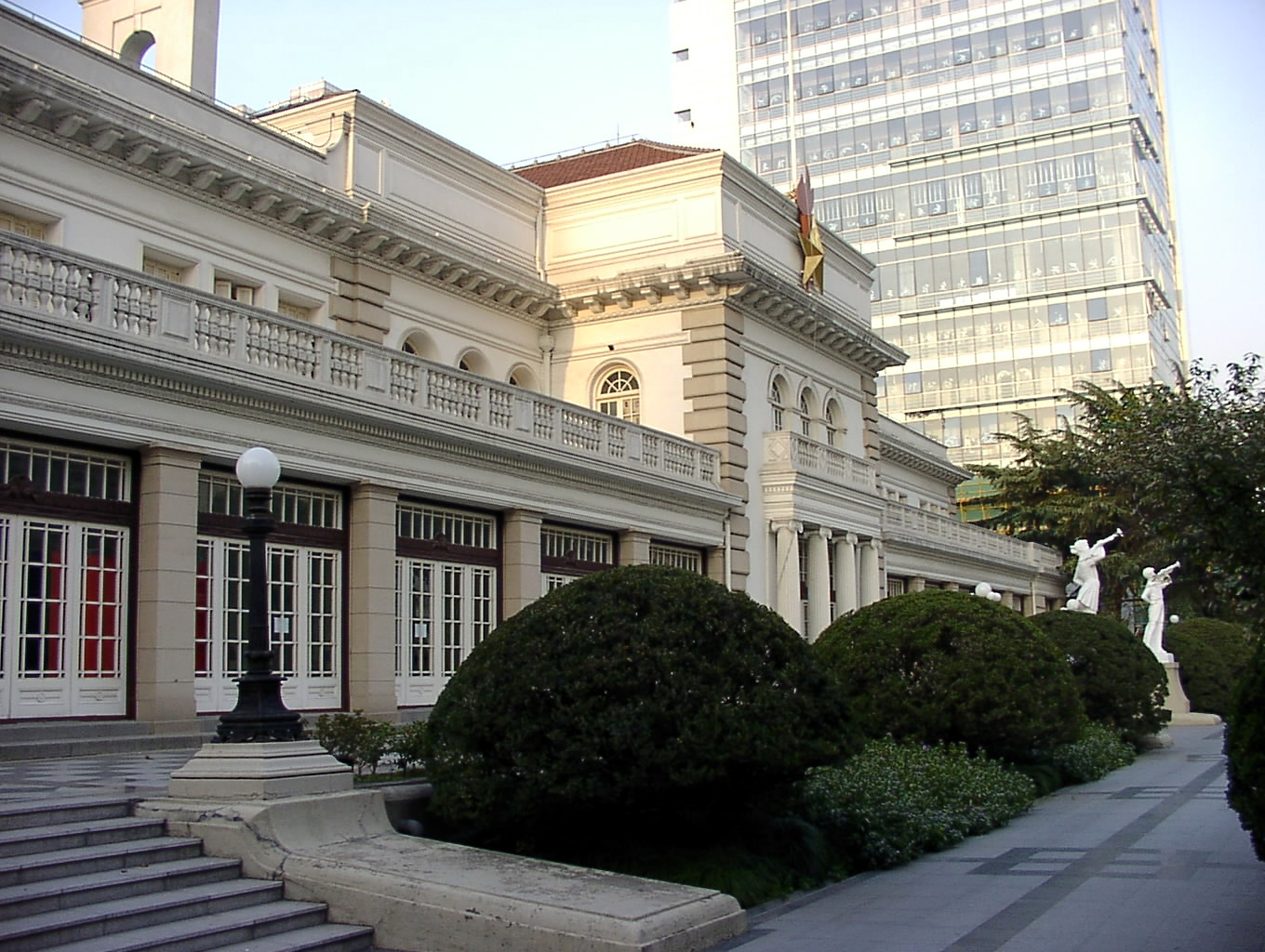
Бывший особняк семьи Кадури, в Шанхае

Кадури (ивр. כדורי‎, араб. خضوري‎) — семья евреев-мизрахи, выходцев из Багдада.
Известные представители семьи:
- Салих Кадури (умер в 1876) — багдадский купец[1].
  - Сэр Элияху Кадури (1865-1922) — меценат и бизнесмен[1][2].
  - Сэр Элиэзер Кадури (1867-1944) — меценат и бизнесмен[3].
    - Сэр Лоренс Кадури (1899-1993) — известный промышленник и филантроп[4].
      - Сэр Майкл Кадури (род. 1941) — гонконгский миллиардер[5].

    - Сэр Гораций Кадури (1902-1995) — промышленник и филантроп[6][7].

Представителями семьи Кадури основаны компании CLP Group и The Peninsula Hotels.